# Agnieszka Winczo
Agnieszka Winczo (Częstochowa, 24 augustus 1984) is een Pools voetbalspeelster. In seizoen 2020/21 speelt ze voor SV Meppen in de Duitse Bundesliga.

## Statistieken
| Seizoen | Club           | Land      | Competitie | Wedstrijden | Doelpunten |
| ------- | -------------- | --------- | ---------- | ----------- | ---------- |
| 2011/12 | BV Cloppenburg | Duitsland | 2. FRB     | 22          | 24         |
| 2012/13 | BV Cloppenburg | Duitsland | 2. FRB     | 22          | 14         |
| 2013/14 | BV Cloppenburg | Duitsland | 2. FRB     | 12          | 1          |
| 2014/15 | BV Cloppenburg | Duitsland | 2. FRB     | 21          | 6          |
| 2015/16 | BV Cloppenburg | Duitsland | 2. FRB     | 22          | 17         |
| 2016/17 | BV Cloppenburg | Duitsland | 2. FRB     | 22          | 25         |
| 2017/18 | BV Cloppenburg | Duitsland | 2. FRB     | 22          | 15         |
| 2018/19 | BV Cloppenburg | Duitsland | 2. FRB     | 26          | 11         |
| 2019/20 | SC Sand        | Duitsland | FRB        | 20          | 1          |
| 2020/21 | SV Meppen      | Duitsland | FRB        | 2           | 1          |
| Totaal  | Totaal         | Totaal    | Totaal     | 191         | 115        |

Laatste update: september 2020

## Interlands
Winczo speelt sinds februari 2004 in het Pools vrouwenvoetbalelftal.